# Вороб'євка
Воро́б'євка (рос. Воробьевка, ерз. Воробьевка) — присілок у складі Кочкуровського району Мордовії, Росія. Входить до складу Булгаковського сільського поселення.

## Населення
Населення — 15 осіб (2010; 16 у 2002).
Національний склад (станом на 2002 рік):
- росіяни — 81 %